# Paula Posavec
Paula Posavec (n. 26 august 1996, în Čakovec) este o handbalistă din Croația care evoluează pe postul de extremă stânga pentru clubul croat ŽRK Zrinski Čakovec și echipa națională a Croației. Anterior, între 2022 și 2024, ea a jucat pentru românească CS Gloria 2018 Bistrița-Năsăud.
Posavec a evoluat pentru naționala de handbal feminin a Croației la Campionatele Europene din Suedia 2016, Franța 2018, Danemarca 2020, Slovenia, Macedonia și Muntenegru 2022 și la Campionatele Mondiale din Spania 2021 și Danemarca, Norvegia și Suedia 2023.
În 2020, ea a cucerit cu selecționata Croației medalia de bronz la Campionatul European. De asemenea, împreună cu echipa RK Lokomotiva Zagreb, a fost finalistă a ediției 2020-21 a Cupei Europene, competiția care a înlocuit Cupa Challenge.
Paula Posavec are o soră geamănă, Stela Posavec, tot handbalistă, care joacă pentru RK Lokomotiva Zagreb și echipa națională a Croației.

## Palmares
- Campionatul European:
  -  Medalie de bronz: 2020

- Liga Campionilor:
  - Sfertfinalistă: 2022

- Liga Europeană:
  -  Finalistă: 2024

- Cupa EHF:
  - Turul 1: 2019

- Cupa Europeană:
  -  Finalistă: 2021

- Cupa Challenge:
  - Semifinalistă: 2018, 2020

- Campionatul Croației:
  -  Medalie de argint: 2018, 2019, 2021

- Cupa Croației:
  -  Câștigătoare: 2018, 2021

- Campionatul Sloveniei:
  -  Câștigătoare: 2022

- Cupa Sloveniei:
  -  Câștigătoare: 2022

- Liga Națională:
  -  Medalie de bronz: 2023, 2024

- Cupa României:
  -  Medalie de bronz: 2024
  - Semifinalistă: 2023